# Ридель, Вальтер
Вальтер "Папа" Ридель (1902-1968) — немецкий инженер, начальник конструкторского бюро исследовательского центра Пенемюнде и главный конструктор баллистической ракеты «Фау-2».
Вальтер Ридель работал в гражданской компании «Heylandt» от 27 февраля 1928 года, в декабре 1929 на Риделя была возложена ответственность за разработку ракетных двигателей на жидком топливе, которые разрабатывались в сотрудничестве с Максом Валье, который также работал в компании. С 1930 года они также сотрудничали с Артуром Рудольфом.
В 1930 году, после трагической гибели Макса Валье (из-за взрыва двигателя ракеты во время испытания), Ридель взял на себя полную ответственность за программу разработки ракетных двигателей. В 1934 году исследования и компания Heylandt перешли к армии и были объединены с группой Вернера фон Брауна под руководством Вальтера Дорнбергера. Работы проводились на полигоне Куммерсдорф, недалеко от Берлина с целью разработки ракеты большой дальности.
В марте 1936 года Вернер фон Браун и Вальтер Ридель начали рассмотрение гораздо большей ракеты, чем ракета А3 (которая на то время была в стадии разработки). В это время вместе с Вальтером Дорнбергером было решено перенести испытание на лучше оборудованный для больших ракет полигон в Пенемюнде. С 17 мая 1937 года, после переезда в Пенемюнде, Ридель возглавлял конструкторское техническое бюро как главный конструктор баллистических ракет Фау-2 (A4, V2).
После воздушного налета Британских Королевских Военно-воздушных сил (операция Hydra) на Пенемюнде в августе 1943 года было приказано перевести производство в более защищенное от воздушных нападений место. Воздушный налет стоил жизни доктору Вальтеру Тилю (главный из движения) и Эриху Вальтеру (начальник технического обслуживания и проведения семинаров). В середине сентября 1943 года производство было переведено в Австрийские Альпы, в 100 км к востоку от Зальцбурга, в систему галерей в горах и получил кодовое название «Zement» («Цемент»). Работы по производству начались с наступлением 1944 года и должны быть завершены в октябре 1945 года.
С 29 мая 1945 года по 20 сентября 1945 года, после окончания Второй мировой войны, Ридель находился в лагере для интернированных армией США в Деггендорфе (между Регенсбургом и Пассау). С 1 ноября 1945 по 10 марта 1946 года он работал в Министерстве питания, а с 11 марта по 31 июля 1946 года в учреждении около Брауншвейга. После расформирования Ридель эмигрировал в Англию, чтобы работать сначала (с 1947) на создание самолета Royal, Фарнборо, а позже (с 1948 года до своей смерти в 1968) в департаменте ракетного движения в Уэсткотт (около Эйлсбери, Бакингемшир). Вальтер "Папа" Ридель никогда не работал или был в США.
В честь Вальтера Риделя назван кратер на Луне (также в честь немецкого пионера ракетной техники Клауса Риделя).